# Cecile Arnold
Cecile Arnold, nata Cecile Laval Arnoux (Louisville, 9 luglio 1893 – Hong Kong, 18 giugno 1931), è stata un'attrice statunitense.

## Filmografia parziale
- Charlot trovarobe (The Property Man), regia di Charlie Chaplin (1914)
- Charlot pittore (The Face on the Bar Room Floor), regia di Charlie Chaplin (1914)
- Charlot attore (His New Job), regia di Charlie Chaplin (1914) - non accreditata
- Charlot infermiere (His New Profession), regia di Charlie Chaplin (1914)
- Charlot si diverte (The Rounders), regia di Charlie Chaplin (1914) - non accreditata
- Giuseppe rivale di Charlot (Those Love Pangs), regia di Charlie Chaplin (1914) - non accreditata
- Charlot panettiere (Dough and Dynamite), regia di Charlie Chaplin (1914)
- Charlot alle corse (Gentlemen of Nerve), regia di Charlie Chaplin (1914) - non accreditata
- Charlot facchino (His Musical Career), regia di Charlie Chaplin (1914)
- Leading Lizzie Astray, regia di Roscoe 'Fatty' Arbuckle (1914) - non accreditata
- Charlot ai giardini pubblici (Getting Acquainted), regia di Charlie Chaplin (1914)
- Il sogno di Charlot (His Prehistoric Past), regia di Charlie Chaplin (1914)
- Ambrose's Sour Grapes, regia di Walter Wright (1915) - non accreditata
- A Game Old Knight, regia di F. Richard Jones (1915)
- His Last Scent, regia di Charles Avery (1916)
- His Social Rise, regia di Reggie Morris (1917)